# 214. poljska artilerijska brigada (ZDA)
214. poljska artilerijska brigada (izvirno angleško 214th Field Artillery Brigade) je bila poljska artilerijska brigada Kopenske vojske Združenih držav Amerike.